# Каспії

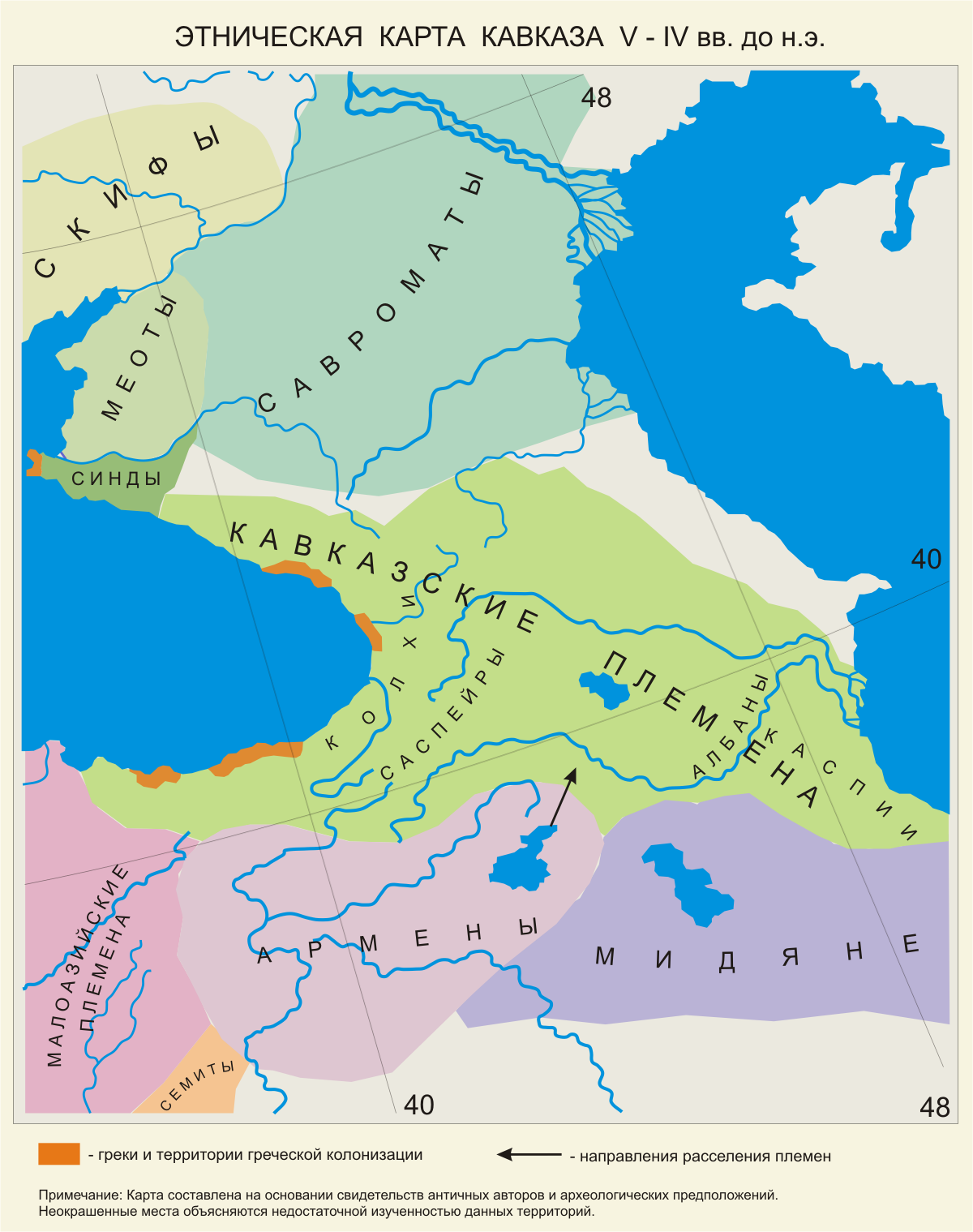
Каспії

Каспії (грец. Κάσπιοι Kaspioi, арам.  Kspy , перс. کاسپی) — кочові скотарські племена, що населяли в 1-му тисячолітті до н. е. степові райони на південь і південний захід від Каспійського моря. Вперше згадані Геродотом в V ст. до н. е. як данину Ахеменідів з XI і XV округів (сатрапій), що живуть по сусідству з саками. Вже до I ст. до н. е. злилися з іншими народами. Їхнім ім'ям назване Каспійське море, а також одна з історичних областей — Каспіана.
Походження каспіїв донині викликає суперечки. Каспії вважаються доїндоєвропейським племенем; Ернст Герцфельд ототожнює їх з каситами Іранського нагір'я 2-го тисячоліття до н. е., які говорили мовою, що немає родинних зв'язків з жодною з відомих мов. І. М. Дьяконов вважав каспіїв спорідненими каситам. Однак Р. Фрай виступав проти ототожнення каситів і каспіїв.
У 1971 році П'єр Гріло (фр. Pierre Grelot) опублікував виявлені ним в арамейських папірусах з Єгипту ономастичні відомості, що мають відношення до каспіїв. На підставі цих відомостей можна зробити висновок, що каспії — народ або іранського походження, або перебував під сильним іранським впливом.
Відомості про них збереглися в античних і вірменських джерелах.